# Willpower
#willpower è il quarto album in studio del rapper statunitense will.i.am, pubblicato il 23 aprile 2013.

## Produzione
Mentre i Black Eyed Peas registravano il loro sesto album The Beginning, Fergie rivelò in un'intervista che will.i.am stava registrando un nuovo album da solista, chiamato Black Einstein. Qualche giorno dopo will.i.am confermò la notizia e disse che avrebbe pubblicato l'album a fine 2011. A novembre 2011 annunciò che il titolo era stato cambiato da Black Einstein a #willpower e che avrebbe collaborato con Britney Spears, Jennifer Lopez, Cheryl, Nicole Scherzinger, David Guetta, Alicia Keys, Natalia Kills, LMFAO, Eva Simons, Chris Brown, Mick Jagger, Busta Rhymes, Demi Lovato, Justin Bieber e Ne-Yo, confermando successivamente anche la collaborazione con la girlband coreana 2NE1 e con Avril Lavigne.

## Pubblicazione e promozione
Durante un'intervista a NRJ, disse che l'album sarebbe stato pubblicato il 24 settembre 2012. Confermò anche che i Black Eyed Peas avrebbero cominciato a registrare il loro settimo album nel 2013. Ad aprile 2012, l'azienda italiana della Lancia usò una traccia ancora non distribuita da #willpower per due pubblicità di due nuove linee di Lancia Delta. Questa traccia è "Mona Lisa Smile", che figura la collaborazione di Nicole Scherzinger.
Successivamente, però, per diversi motivi (anche personali) will.i.am ha dovuto posticipare più volte l'uscita dell'album, tanto da arrivare a fissarla ufficialmente addirittura per aprile 2013. Questa data sembra essere quella definitiva, dato che will.i.am lo ha anche confermato attraverso la sua pagina ufficiale di Facebook.

## Singoli
- This Is Love è stato pubblicato come primo singolo ufficiale e figura la collaborazione di Eva Simons. È stato presentato a Capital FM il 14 maggio 2012, ed è stato poi confermato che sarebbe stato pubblicato come singolo il 24 giugno, ma poi è stato anticipato al 1º giugno[13]. Il video è stato pubblicato il 25 maggio. La canzone è arrivata al #1 nel Regno Unito, diventando il primo singolo di will.i.am ad arrivare al #1 posto nel Regno Unito.
- Reach for the Stars è stato pubblicato come singolo promozionale il 28 agosto 2012.
- Scream & Shout è stato pubblicato come quinto singolo dall'album il 20 novembre 2012[14]. La canzone è un duetto con la cantante statunitense Britney Spears. Britney e will.i.am hanno confermato entrambi che avrebbero registrato il video della canzone tramite i loro account Twitter. Il video è stato filmato tra il 13 e il 14 ottobre 2012, ed è stato presentato in anteprima il 21 novembre 2012 ad X Factor USA[15]. La canzone, che ha ottenuto un successo planetario, ha battuto un nuovo record raggiungendo più #1 nelle classifiche iTunes nel Mondo.
- #thatPOWER è il sesto singolo tratto dall'album ed è uscito il 15 marzo 2013. La canzone è stata fatta insieme a Justin Bieber. Il video ufficiale è uscito il 19 aprile 2013.
- Bang Bang è stata estratta come singolo il 26 giugno 2013. Il singolo è stato utilizzato anche come colonna sonora per il film Il Grande Gatsby.
- Feelin' Myself è stato inserito nella ristampa dell'album, e lanciato come singolo il 26 novembre 2013. La canzone vede la collaborazione di Mustard, Miley Cyrus, French Montana e Wiz Khalifa.
- Mona Lisa Smile è stato pubblicato come singolo finale dall'album, nel 2016. Nel video i quadri della sala del Louvre prendono vita. will.i.am interpreta vari personaggi nei quadri, mentre Nicole Scherzinger interpreta la Gioconda.

## Tracce
1. Good Morning – 1:44
2. Hello (feat. Afrojack) – 4:45
3. This Is Love (feat. Eva Simons) – 4:39
4. Scream & Shout (feat. Britney Spears) – 4:42
5. Let's Go (feat. Chris Brown) – 5:34
6. Gettin' Dumb (feat. apl.de.ap e 2NE1) – 5:13
7. Geekin' – 3:34
8. Freshy (feat. Juicy J) – 4:06
9. #thatPOWER (feat. Justin Bieber) – 4:39
10. Great Times Are Coming – 4:36
11. The World Is Crazy (feat. Dante Santiago) – 3:59
12. Fall Down (feat. Miley Cyrus) – 5:07
13. Love Bullets (feat. Skylar Grey) – 4:11
14. Far Away from Home (feat. Nicole Scherzinger) – 3:54
15. Ghetto Ghetto (feat. Baby Kaely) – 3:52

Tracce bonus nell'edizione deluxe
1. Reach for the Stars – 4:21
2. Mona Lisa Smile – 3:36
3. Bang Bang – 4:38